# Megateg covacevichae
Megateg covacevichae là một loài nhện trong họ Zoropsidae.
Loài này thuộc chi Megateg. Megateg covacevichae được Raven & Stumkat miêu tả năm 2005.